# Schnellfahrstrecke Peking–Tianjin
| Brücke der Schnellfahrstrecke in der Nähe von Tianjin |                      |                                                  |                                                  |
| Die Schnellfahrstrecke (schwarz) im Vergleich zur Autobahn (blau) und Bestandsstrecke (grau) |                      |                                                  |                                                  |
| Streckenlänge: | 117 km               |                                                  |                                                  |
| Spurweite: | 1435 mm (Normalspur) |                                                  |                                                  |
| Stromsystem: | 25 kV / 50 Hz ~      |                                                  |                                                  |
| Maximale Neigung: | 12 ‰                 |                                                  |                                                  |
| Minimaler Radius: | 5500 m               |                                                  |                                                  |
| Streckengeschwindigkeit: | 350 km/h             |                                                  |                                                  |
| Zweigleisigkeit: | durchgehend          |                                                  |                                                  |
| |                      |                                                  |                                                  |
| \| \| 0,000 \| Peking Süd \| Peking Süd \| \| \| \| Verbindungsstrecke nach Peking \| \| \| \| \| Schnellfahrstrecke nach Hongkong \| \| \| \| \| \| \| \| \| \| Schnellfahrstrecke Peking–Shanghai nach Shanghai \| \| \| \| \| \| \| \| \| 21,321 \| Peking-Yizhuang \| Peking-Yizhuang \| \| \| 45,573 \| Yongle \| Yongle \| \| \| 83,242 \| Wuqing \| Wuqing \| \| \| \| \| \| \| \| \| Schnellfahrstrecke Peking–Shanghai nach Peking \| \| \| \| \| \| \| \| \| \| Tianjin West \| \| \| \| \| Schnellfahrstrecke nach Shanghai \| \| \| \| 116,939 \| Tianjin \| Tianjin \| \| \| \| Schnellfahrstrecke nach Qinhuangdao \| \| \| \| \| Junliangcheng Nord \| \| \| \| \| \| \| \| \| \| Tanggu \| \| \| \| \| \| \| \| \| \| Yu Jiabao (Binhai) \| \| |                      |                                                  |                                                  |
| Strecke von links · Bahnhof quer · Strecke von rechts | 0,000                | Peking Süd                                       | Peking Süd                                       |
| Strecke · Abzweig geradeaus und nach links |                      | Verbindungsstrecke nach Peking                   | Verbindungsstrecke nach Peking                   |
| Abzweig geradeaus und nach rechts · Strecke |                      | Schnellfahrstrecke nach Hongkong                 | Schnellfahrstrecke nach Hongkong                 |
| |                      |                                                  |                                                  |
| Strecke · Strecke |                      | Schnellfahrstrecke Peking–Shanghai nach Shanghai | Schnellfahrstrecke Peking–Shanghai nach Shanghai |
| |                      |                                                  |                                                  |
| Bahnhof | 21,321               | Peking-Yizhuang                                  | Peking-Yizhuang                                  |
| Bahnhof | 45,573               | Yongle                                           | Yongle                                           |
| Bahnhof | 83,242               | Wuqing                                           | Wuqing                                           |
| |                      |                                                  |                                                  |
| Strecke · Strecke |                      | Schnellfahrstrecke Peking–Shanghai nach Peking   | Schnellfahrstrecke Peking–Shanghai nach Peking   |
| |                      |                                                  |                                                  |
| Abzweig geradeaus und von links · Bahnhof quer · Abzweig geradeaus, nach rechts und von rechts |                      | Tianjin West                                     | Tianjin West                                     |
| Strecke · Strecke |                      | Schnellfahrstrecke nach Shanghai                 | Schnellfahrstrecke nach Shanghai                 |
| Bahnhof | 116,939              | Tianjin                                          | Tianjin                                          |
| Abzweig geradeaus und nach links |                      | Schnellfahrstrecke nach Qinhuangdao              | Schnellfahrstrecke nach Qinhuangdao              |
| Bahnhof |                      | Junliangcheng Nord                               | Junliangcheng Nord                               |
| Abzweig geradeaus und von rechts |                      |                                                  |                                                  |
| Bahnhof |                      | Tanggu                                           | Tanggu                                           |
| Abzweig geradeaus und nach links |                      |                                                  |                                                  |
| Kopfbahnhof Streckenende |                      | Yu Jiabao (Binhai)                               | Yu Jiabao (Binhai)                               |

Die Schnellfahrstrecke Peking–Tianjin ist eine chinesische Eisenbahn-Schnellfahrstrecke, betrieben von der staatlichen Eisenbahngesellschaft China Railways. Die Strecke wird auch als JJ-Line (JingJin PDL) bezeichnet; in Anlehnung an die Endstationen Beijing und Tianjin.
Die zweigleisige Strecke verbindet auf einer Länge von 117 km die Hauptstadt Peking (Südbahnhof) mit der Hafenstadt Tianjin. Sie ist für eine Betriebsgeschwindigkeit von 300 km/h projektiert. Die Trassierung erlaubt Geschwindigkeiten von bis zu 350 km/h.
Die Strecke verläuft parallel zur Trasse der neuen Schnellfahrstrecke Peking–Shanghai.

## Geschichte

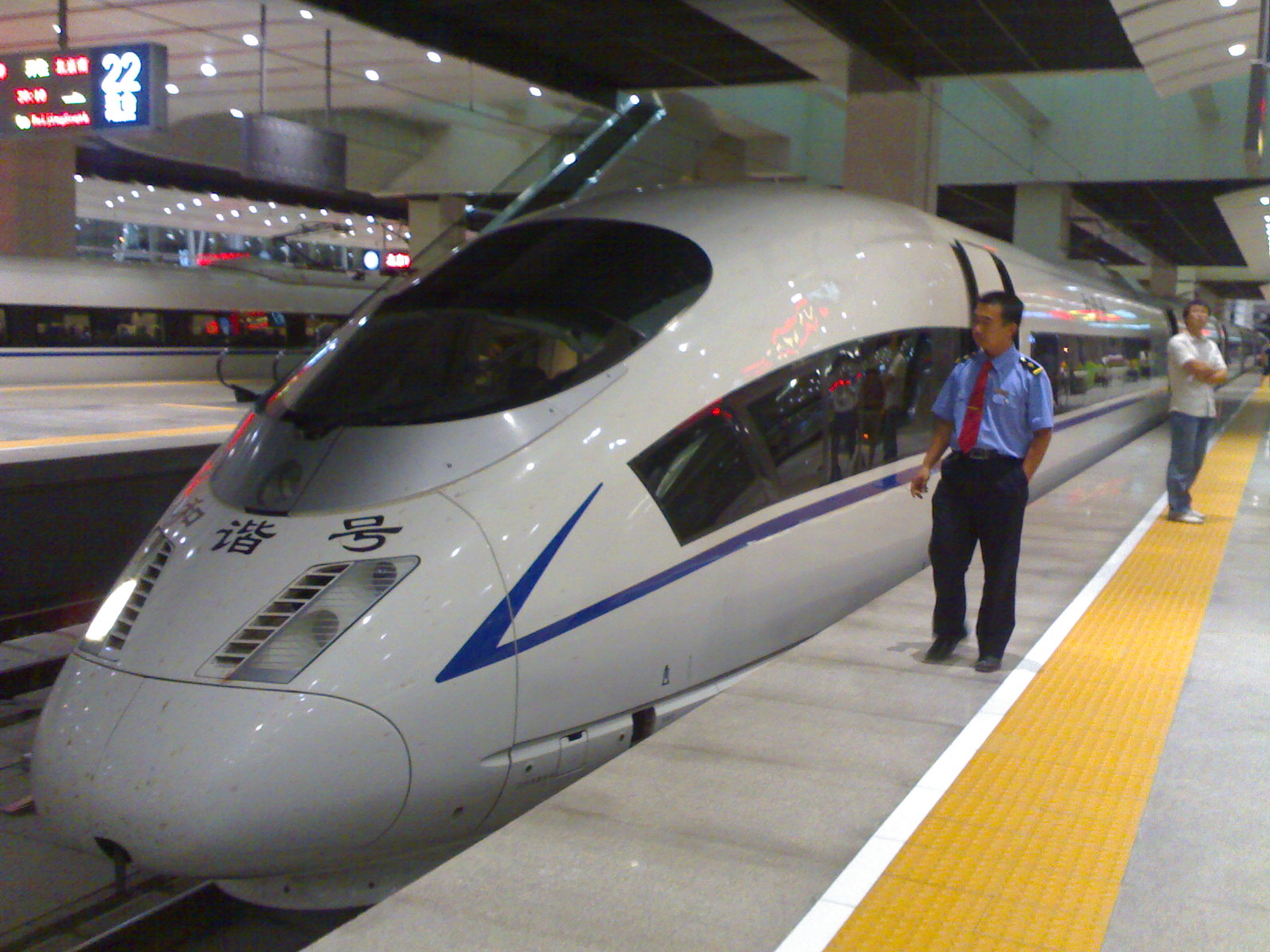
Chinesischer Velaro (CRH3)

Die Entwurfsgeschwindigkeit der Strecke lag 2006 bei 350 km/h, wobei der Zugverkehr mit einer Höchstgeschwindigkeit von 300 km/h abgewickelt werden sollte. Die geplante Planungs- und Bauzeit lag bei 27 Monaten. Die Baukosten lagen bei 14,3 Milliarden Yuan (2,9 Milliarden US-Dollar).
Im März 2008 fanden erste Testfahrten statt. Am 24. Juni 2008 gegen 08:55 Uhr stellte ein CRH3 mit 394,3 km/h einen neuen Geschwindigkeitsrekord für Schienenfahrzeuge in China auf. Die Testfahrten an der Strecke, die insgesamt mehr als 100.000 km umfassten, wurden am 30. Juni 2008 abgeschlossen.
Die Übergabe erfolgte planmäßig am 1. August 2008, eine Woche vor Beginn der Olympischen Sommerspiele 2008 in Peking. Gegenüber der bisherigen Strecke verkürzte sich die Reisezeit von 70 auf rund 30 Minuten. Darüber hinaus wurden mit der Neubaustrecke Kapazitäten auf der Bestandsstrecke frei.
Seit 2. August 2008 verkehren je Tag und Richtung 47 Züge. Erstmals auf der Welt wird eine Geschwindigkeit von 350 km/h im regulären Betrieb mit Fahrgästen planmäßig erreicht. Die minimale Reisezeit ohne Zwischenhalt auf der 115 km langen Strecke liegt dabei bei rund 20 Minuten. Seitdem verkehren fünf CRH3 mit der planmäßigen Höchstgeschwindigkeit von bis zu 350 km/h sowie sechs CRH2-Triebzüge im Fahrgastbetrieb. Entlang der Strecke liegen fünf Bahnhöfe. Die derzeit insgesamt zehn Züge verkehren im 10- bis 20-Minuten-Takt und benötigen jeweils 30 Minuten für die gesamte Strecke.
Bis Mitte 2009 nutzten mehr als 13 Millionen Fahrgäste die Strecke, durchschnittlich 40.000 pro Tag, mit Spitzen von bis zu 80.000 Menschen. 70 Züge verkehren pro Tag und Richtung (Stand: August 2008), bei einer minimalen Zugfolgezeit von fünf Minuten, die im Bedarfsfall auf drei Minuten gesenkt werden kann.

## Technik
Auf der Strecke kommt, erstmals in der Volksrepublik China, ETCS Level 1 als Zugsicherungssystem zum Einsatz. Die Streckenausrüstung wurde von Siemens realisiert.
Auf der Strecke kommt auf rund 100 km Länge eine Feste Fahrbahn (System Bögl) zum Einsatz.